# Otto Suhr
Pour les articles homonymes, voir Suhr (homonymie).
Otto Ernst Heinrich Hermann Suhr, né le 17 août 1894 à Oldenbourg et mort le 30 août 1957 à Berlin, est un journaliste et un homme politique allemand, membre du  Parti social-démocrate (SPD). Il est bourgmestre-gouverneur de Berlin du 11 janvier 1955 à sa mort. Il est enterré au cimetière boisé de Berlin-Zehlendorf.

## Hommages
L'Institut de science politique de l'Université libre de Berlin (Otto Suhr Institut für Politikwissenschaft) ainsi que la Otto-Suhr-Allee (de) sont nommés en son honneur.

## Œuvre
- Die Organisationen der Unternehmer, 1924
- Die Welt der Wirtschaft vom Standort des Arbeiters, 1925
- Die Lebenshaltung der Angestellten, 1928
- Angestellte und Arbeiter. Wandlungen in Wirtschaft und Gesellschaft, et al., 1928
- Tarifverträge der Angestellten, 1931
- Eine Auswahl aus Reden und Schriften, 1967